# Ј
Ј (minuskule ј) je písmeno cyrilice. Jeho tvar se v minuskulní i majuskulní variantě shoduje s tvarem písmena J v latince.
Vyskytuje se v srbské, makedonské, černohorské, altajské azbuce a v azbuce kildinské sámštiny.
V srbské, makedonské, černohorské je použito místo písmena Й; bylo zavedeno v souladu s reformou jazyka, kterou v 19. století provedl Vuk Karadžić. Uvedení čistě latinského znaku do azbuky bylo tehdy (stejně jako celá změna písma i jazyka) vnímáno se značnou nelibostí. Poprvé se objevilo ve slovníku „Prvi srpski rječnik“, který vyšel roku 1818; spolu s dalšími dnes používanými znaky – Љ, Њ, Ђ, Ћ a Џ.
V altajské azbuce je obsaženo současně s písmenem Й, ale slouží k zápisu hlásky odpovídající slovenské hlásce [dž]. V azbuce kildinské sámštiny je obsaženo jako alternativní písmeno k písmenu Ҋ.